# Teateråret 1979

## Händelser

### Okänt datum
- Staffan Olzon efterträder Lars Engström som chef för Uppsala stadsteater[1]
- Barbershopkvarteten After Shave bildas på Chalmers i Göteborg då bestående av; Peter Rangmar, Knut Agnred, Per Fritzell och Jan Rippe

## Priser och utmärkelser
- O'Neill-stipendiet tilldelas  Karin Kavli
- Thaliapriset tilldelas Kim Anderzon
- Chatarina Larsson tilldelas Teaterförbundets Daniel Engdahlstipendium

## Årets uppsättningar

### Februari
- 26 februari – femaktaren Kralj Gordogan av den kroatiske exildramatikern Radovan Ivšić, ett skådespel som fick spelförbud av de fascistiska myndigheterna 1943, och länge förblev ospelat också i Titos Jugoslavien, har sin kroatiska premiär efter 36 år på Teatru &TD i Zagreb, i regi av Vlado Habunek och med Božidar Alić i huvudrollen.

### Maj
- 5 maj - Operan Animalen med text av Tage Danielsson och musik av Lars Johan Werle uruppförs på Stora Teatern i Göteborg [2].

### Oktober
- 17 oktober - Hans Alfredson och Tage Danielsson har premiär på lunchshowen "Under dubbelgöken" på Berns salonger i Stockholm [3].

### Okänt datum
- Christina Nilssons pjäs Du måste förstå att jag älskar Fantomen har premiär på Dramaten
- Olof Willgrens pjäs Hjärtkrossen har premiär på Dramaten
- Staffan Göthes pjäs Den gråtande polisen har urpremiär
- Musikalen Spelman på taket med Nils Poppe i huvudrollen som Tevje har premiär på Helsingborgs stadsteater.

## Avlidna
- 18 april – Jullan Kindahl, 94, svensk skådespelare.
- 14 juni – Toivo Pawlo, 61, svensk skådespelare.[4]